# 국세상담센터
국세상담센터(國稅相談센터, National Tax Consultation Center)는 대한민국 국세청의 소속기관이다. 2016년 5월 10일 발족하였으며, 제주특별자치도 서귀포시 서호북로 36에 위치하고 있다. 센터장은 임기제 서기관으로 보한다.

## 직무
- 전국 단일 전화번호에 의한 전화세무상담서비스의 제공
- 인터넷으로 접수된 납세 관련 질의에 대한 회신
- 전화자동세무상담 및 방문 납세자에 대한 세무상담
- 세무상담사례에 대한 데이터베이스 구축 및 상담을 통한 제도 개선 사항 수집
- 고객의 소리 통합관리시스템 운영을 통한 납세 서비스의 개선

## 연혁
- 2001년 3월 3일: 국세청 납세지원국 소속 콜센터 개통.
- 2001년 8월 10일: 국세청의 소속기관으로 국세청전화세무상담센터 정식 발족.[3]
- 2003년 12월 8일: 서울시 역삼동으로 청사 이전.
- 2004년 1월 29일: 국세종합상담센터로 개편.[4]
- 2008년 7월 1일: 국세청고객만족센터로 개편.[5]
- 2016년 3월 1일: 책임운영기관으로 지정.[6]
- 2016년 5월 10일: 국세상담센터로 개편.[7]

## 조직

### 센터장
- 업무지원팀[8]
- 전화상담1팀[9]
- 전화상담2팀[9]
- 전화상담3팀[9]
- 전화상담4팀
- 인터넷·방문상담1팀[9]
- 인터넷·방문상담2팀[9]
- 인터넷·방문상담3팀[9]